# Russula pubescens
Russula pubescens är en svampart som tillhör divisionen basidiesvampar, och som beskrevs av Axel Blytt. Russula pubescens ingår i släktet kremlor, och familjen kremlor och riskor. Arten är reproducerande i Sverige.